# Ton Kamphues
Ton Kamphues (Leiden, 27 juni 1954) is een voormalig voetballer van Telstar en FC Amsterdam.
Ton Kamphues begon bij UVS en debuteerde in het seizoen 1974-1975 voor Telstar. Hij speelde drie seizoenen voor de club uit Velsen, waarna hij in 1977 vertrok naar FC Amsterdam. Met de hoofdstedelingen degradeerde hij in zijn eerste seizoen naar de eerste divisie. Kamphues keerde in 1981, eerst op huurbasis, terug bij Telstar, waar de middenvelder twee jaar later zijn carrière beëindigde. Hierna speelde hij nog bij UVS.